# Thomas Schönlebe
Thomas Schönlebe (Frauenstein, 1965. augusztus 6. –) világbajnok német atléta, futó. 1987 szeptemberében, Rómában futott 44,33-as egyéni legjobbja máig európai rekord négyszáz síkon.

## Pályafutása
1985-ben a párizsi fedett pályás, majd 1987-ben a római szabadtéri világbajnokságon lett aranyérmes. Mindössze két héttel azután, hogy megdöntötte Erwin Skamrahl  négyéves európai rekordját, a római világbajnokság döntőjében újabb, azóta is élő kontinensrekorddal győzött.
1988-ban szerepelt első alkalommal az olimpiai játékokon. Szöulban nem jutott döntőbe négyszázon, míg a négyszer négyszázas kelet-német váltóval negyedikként végzett.
Az 1991-es sevillai fedett pályás világbajnokságon nem védte meg címét négyszázon, hazája váltójával azonban aranyérmet szerzett. A barcelonai olimpián ugyanazon két számban szerepelt, mint négy évvel korábban, viszont egyikben sem lett döntős.
Az 1993-as világbajnokságon már a német csapat tagjaként indult, és újjáegyesült hazája váltójával bronzérmesként zárt. Ez volt pályafutása utolsó nemzetközi sikere. Az 1996-os atlantai játékokon már csak a váltóval szerepelt, de Barcelonához hasonlóan most sem jutott döntőig.

## Egyéni legjobbjai
- 400 méteres síkfutás (szabadtér) - 44,33 s (1987)
- 400 méteres síkfutás (fedett) - 45,05 s (1988)